# 莫托利
莫托利是白俄羅斯的城鎮，位於平斯克以西的雅瑟達河畔，由布列斯特州負責管轄，海拔高度140米，2009年人口4,079。第二次世界大戰期間，納粹德國在1941年6月26日至1944年7月16日佔領該鎮。

## 外部連結
- Photos at radzima.org （页面存档备份，存于）
- Shtetl Links: Motol Home Page

52°19′N 25°36′E / 52.317°N 25.600°E